# A cigányholokauszt emléknapja
Augusztus 2. a cigány holokauszt nemzetközi emléknapja.

## Eredete
1944. augusztus 2-ról 3-ra virradó éjszaka számolták fel a auschwitz-birkenaui II/E. cigánytábort, kivégezve utolsó 3000 lakóját is.[forrás?]. 
Egyik egykori táborlakó így emlékszik vissza az eseményekre: „Egyik éjjel a férfiak tábora több ezer ember kiabálására ébredt. Amint kiléptünk a barakkokból, láttuk, mi történt. A cigányok táborát fényszórók világították meg, a cigány férfiakat, nőket és gyerekeket az SS-ek sorba állították ötösével, hogy a krematóriumba vigyék őket. A szerencsétlenek minden erejükkel ellenálltak, olyan hangosan kiabáltak, hogy egész Birkenauban hallatszott. A dulakodás egész éjjel tartott, de reggelre a cigányok tábora már üres volt.”[forrás?]

## Meghirdetése
A Cigány Világszövetség 1972-es párizsi kongresszusának határozata alapján lett a cigány holokauszt nemzetközi emléknapja. A szervezet kezdeményezte, hogy augusztus 2-án, délben, egyperces csenddel emlékezzenek meg a holokauszt cigány áldozatairól. 

## Megemlékezések
Az eseményről a világ számos országában megemlékeznek. Az emléknapon az Auschwitz-Birkenau koncentrációs tábor területén koszorúzást, Magyarországon virrasztást rendeznek az áldozatok emlékére, emellett megemlékeznek a 2008–2009-es romagyilkosságok áldozatairól is. Budapesten az Országos Cigány Önkormányzat Dohány utcai székháza falán elhelyezett emléktáblánál, valamint IX. kerületi Nehru parton, a holokauszt cigány áldozatainak emlékművénél tartanak megemlékezést, koszorúzást. A Holokauszt Emlékközpont Páva utcai székhelyén, az Áldozatok Emlékfalánál gyertyákat gyújtanak a meggyilkolt cigányok emlékére. Az emlékközpont, ezen a napon éjszakai nyitvatartással várva a látogatókat.

## Emlékművek
- Zalaegerszeg, Bajcsy-Zsilinszky Endre tér, Farkas Ferenc alkotása (2003)
- Pécs, Búza tér, Horváth Zoltán Jenő alkotása (2004)
- Budapest, Nehru part, Szabó Tamás és Maurer Klimes Ákos alkotása (2006)

## Emléktáblák
- Budapest, Dohány utca